# クレメンティナ・ドラモンド＝ウィラビー (第24代ウィラビー・デ・エアズビー女男爵)
第24代ウィラビー・デ・エアズビー女男爵クレメンティナ・エリザベス・ドラモンド＝ウィラビー（英語: Clementina Elizabeth Drummond-Willoughby, 24th Baroness Willoughby de Eresby、1809年9月2日 – 1888年11月13日）は、イギリスの貴族。

## 生涯
第22代ウィラビー・デ・エアズビー男爵ピーター・ロバート・ドラモンド＝バレル（1865年没）とサラ・クレメンティナ・ドラモンド（Sarah Clementina Drummond、初代パース男爵ジェームズ・ドラモンドの娘）の長女として、1809年9月2日に生まれ、15日にハノーヴァー・スクエアの聖ジョージ教会で洗礼を受けた。
1827年10月8日、サー・ギルバート・ジョン・ヒースコート（1795年 – 1867年、後の初代エイヴランド男爵）と結婚、1男2女を儲けた。
- ギルバート・ヘンリー（英語版）（1830年 – 1910年） - 第25代ウィラビー・デ・エアズビー男爵、第2代エイヴランド男爵、後に初代アンカスター伯爵に叙爵。子供あり
- クレメンティナ・シャーロット（1922年11月8日没） - 1869年4月5日、ジョージ・トライオン（英語版）と結婚、子供あり
- エリザベス・ソフィア

1865年に父が死去すると兄アルビリックが第23代ウィラビー・デ・エアズビー男爵になり、1870年にアルビリックが死去すると爵位の継承者がアルビリックの姉にあたるクレメンティナ・エリザベスとシャーロット・オーガスタ・アナベラ（1815年 – 1879年）の間で決められず、爵位が停止状態になった。その後、1871年11月13日に上の姉であるクレメンティナ・エリザベスが爵位を継承するとの裁定が下された。一方で分割相続のできる式部卿の世襲権（父が2分の1を有しており、その死後は兄が継承した）は保持者不在にならず、クレメンティナ・エリザベスとシャーロット・オーガスタ・アナベラがそれぞれ4分の1を継承した。
クレメンティナ・エリザベスの旧姓はドラモンド＝ウィラビーで、1827年に結婚すると夫の姓に従いヒースコートの姓を名乗ったが、1872年5月4日にヴィクトリア女王の認可状（royal license）を得て姓をヒースコート＝ドラモンド＝ウィラビーに変えた。
1888年11月13日にグリムスソープ城で死去、長男ギルバートが爵位を継承した。